# Kamenná, České Budějovice
Kamenná là một làng thuộc huyện České Budějovice, vùng Jihočeský, Cộng hòa Séc.